# Hugo van Gelderen

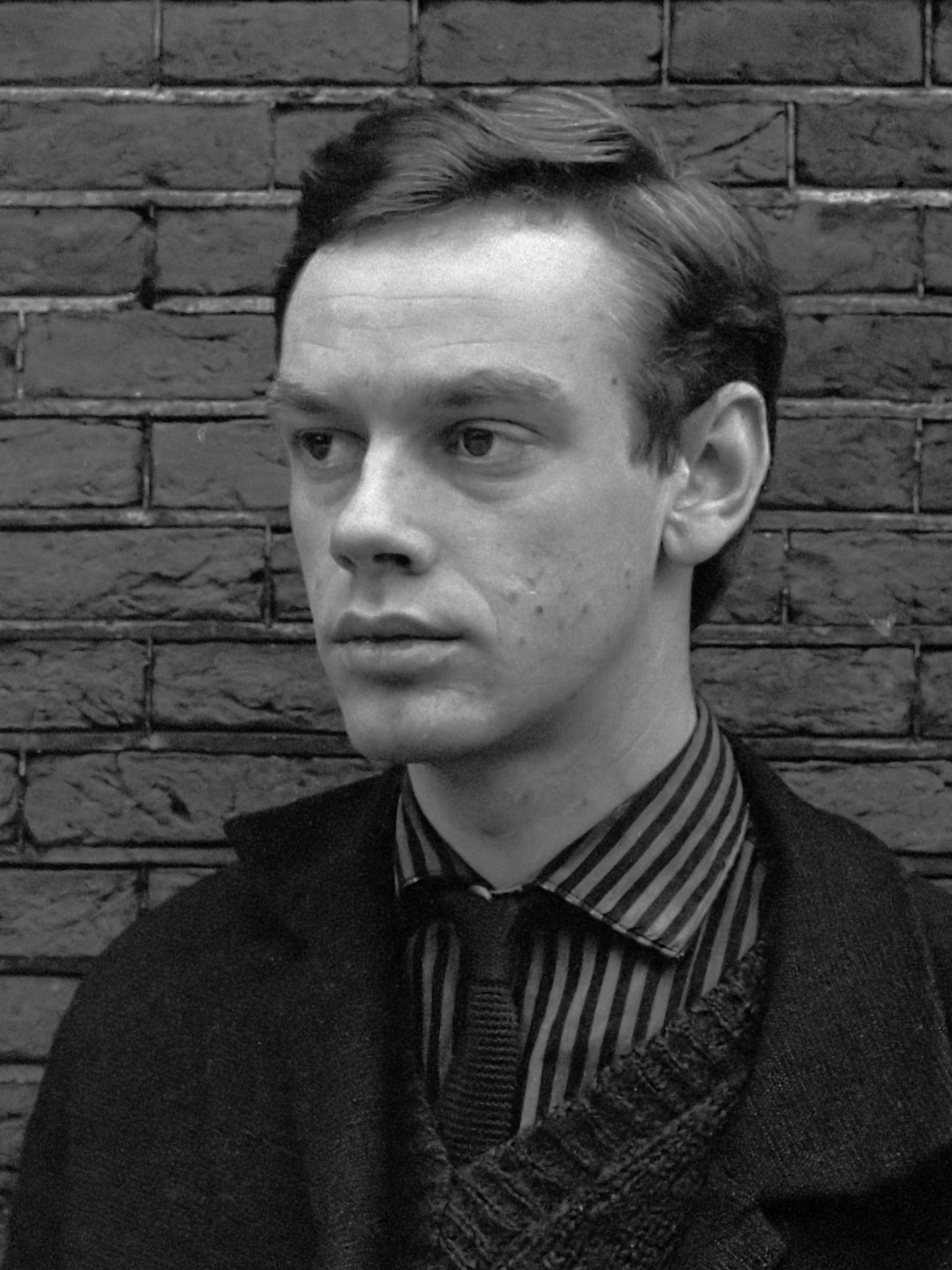
Hugo van Gelderen in 1963

Hugo van Gelderen (26 februari 1942 - 14 november 1995) was een Nederlands persfotograaf, radiodiskjockey, perschef en radiodirecteur bij TROS Hilversum 3. 

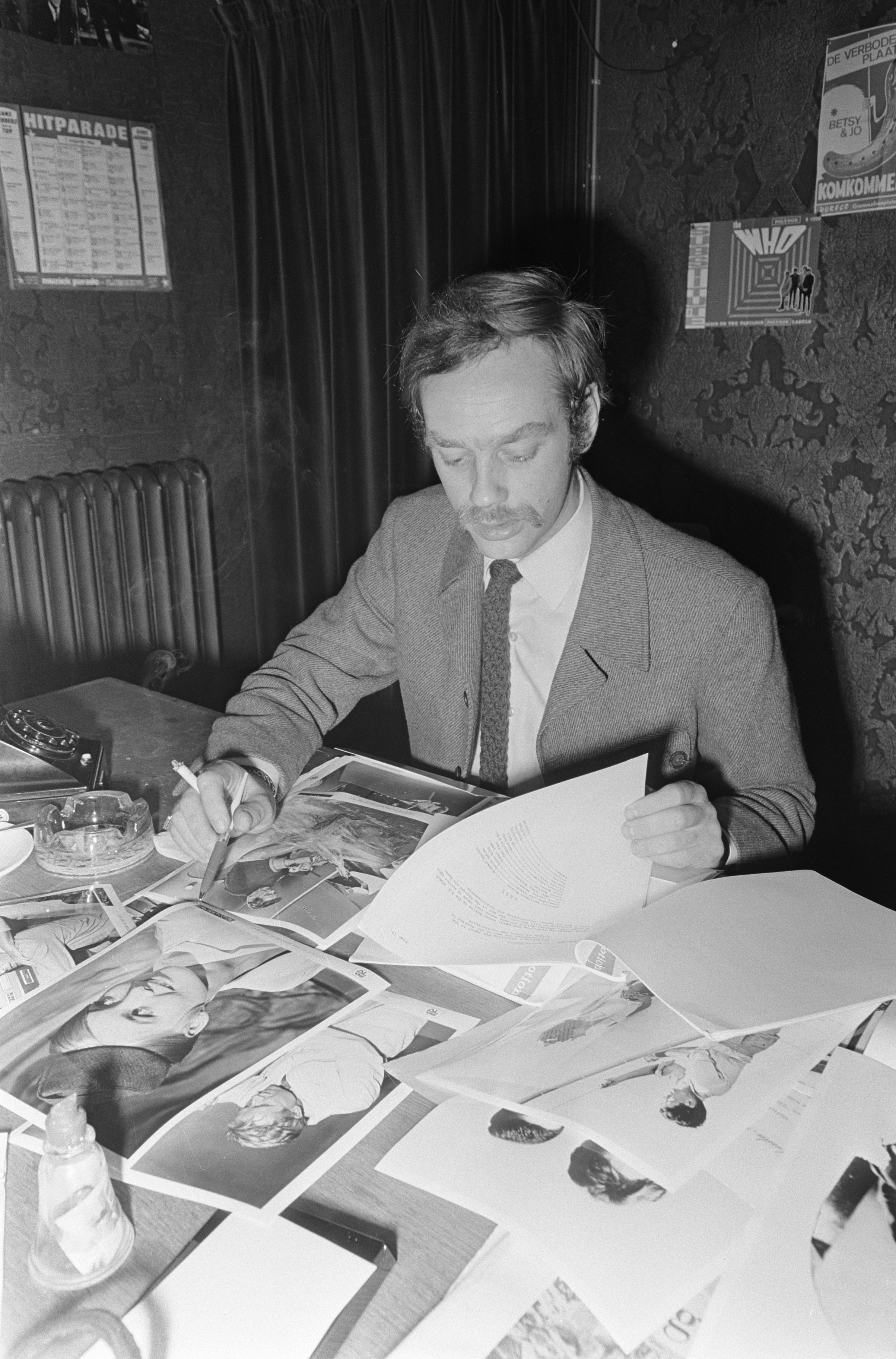
perschef TROS in 1966

Van Gelderen werkte als persfotograaf voor het Nederlands fotopersbureau Anefo tussen 1960 en 1965. 
In de beginjaren van de TROS, toen nog een aspirant omroep, was van Gelderen daar perschef. Daarna was hij vanaf medio 1971 dj voor de TROS op de nationale publieke popzender Hilversum 3 met "De Hugo van Gelderen Show", " de Tip 30" en van 23 augustus 1973 tot september 1974 samen met Tom Mulder dj bij de TROS op de donderdag op Hilversum 3, toen nog B-omroep met minder zendtijd.  
In september 1974 werd hij bij de toen tot A-omroep bevorderde TROS aangesteld als radiodirecteur. Met de zendtijduitbreiding per donderdag 3 oktober 1974 nam hij  Ferry Maat en Ad Roland aan als diskjockey. Op donderdag 3 oktober 1974 begon de TROS tussen 14:00 en 18:00 uur met het uitzenden van de tipplaat Alarmschijf,  Tipparade en de Nederlandse Top 40. Na het stoppen van Radio Veronica op zaterdag 31 augustus 1974, haalde de TROS beide hitlijsten en de tipplaat als A-omroep naar Hilversum 3. Van Gelderen presenteerde tot en met 20 mei 1976 tussen 14:00 en 16:00 uur de Tipparade en behaalde op de befaamde TROS-donderdag op Hilversum 3 mega luistercijfers; de beste dag op 3 als best beluisterde radiodag, tussen 3 oktober 1974 en 28 november 1985.
Tevens was Van Gelderen geestelijk vader van de op Hemelvaartsdag 27 mei 1976 gestarte TROS Europarade. Hij reisde twee maanden door Europa om te onderhandelen met radiostations voor het aanleveren van gegevens voor de TROS Europarade.
Ook presenteerde hij tot medio 1983 zelf programma's op de TROS donderdag op Hilversum 3, zoals de Hugo van Gelderen Show met in 1974-1975 de Nederlandstalige Top 10 samen met "Jojo" (Ron Mol plugger bij de platenmaatschappij Ariola en bevriend) en Popkontakt. De herkenningsmelodie van de Hugo van Gelderen Show "Tren transoceanico a Bucaramanga" kortweg "Bucaramanga" werd uitgevoerd door Los Pekenikes. Hiervan verscheen in 1971 ook een single en het nummer verscheen ook op een verzamelelpee.
André van Duin gebruikte het nummer voor een persiflage.
Op de single Veronica sorry van Peter en zijn Rockets uit augustus 1974 werd hij bij voornaam genoemd in de zin: "En Theo, Ad en Hugo en de rest van Drie". De plaat Eenzame Kerst van André Hazes werd eind 1976 door van Gelderen soms wel twee of drie keer op een donderdagochtend gedraaid,  waardoor Hazes bij het grote publiek mede bekend werd. Op dinsdag 14 november 1995 overleed Van Gelderen op 53-jarige leeftijd aan hartfalen.